# Йозеф Берхтолд
Йозеф Берхтолд (на немски: Joseph Berchtold) е германски политик, един от първите членове на нацистката партия и съосновател на Щурмабтайлунг (СА) и Шуцщафел (СС).
Берхтолд служи в Първата световна война и след поражението на Германия се присъединява към Германската работническа партия (ДАП), малка крайна националистическа организация по онова време. Той остава в партията, след като става известна като Националсоциалистическа германска работническа партия (нацистка партия, НСДАП) и става вторият командир на СС от април 1926 до март 1927 г.
След като подава оставка като лидер на СС, Берхтолд прекарва голяма част от времето си в писане за нацистки вестници и списания. Той преживява Втората световна война, но е арестуван от Съюзниците. По-късно, Берхтолд е освободен и умира през 1962 г. Той е последният оцелял човек, който е с ранга на Райхсфюрер-СС.

## Ранен живот
Роден е на 6 март 1897 г. в Инголщат. Берхтолд посещава училище в Мюнхен от 1903 до 1915 г. След края на Първата световна война (1914 – 1918), той служи в баварската армия и в края на войната е с ранг на втори лейтенант. След войната учи икономика в Мюнхенския университет и работи като журналист. В началото на 1920 г. се присъединява към малката крайнодясна партия Германска работническа партия (ДАП). Берхтолд става ковчежник на нацистката партия, докато не напуска в края на юли 1921 г., несъгласен с предаването на лидерството на Адолф Хитлер.

## СА
След като се връща в партията през 1922 г., Берхтолд става член на Щурмабтайлунг (щурмови отряд, СА), паравоенно крило, създадено, за да защитава нацистките лидери на митинги и да охранява нацистки събрания. Адолф Хитлер, лидер на партията от 1921 г., нарежда да се създаде малка отделна група, посветена на неговата защита през 1923 г. Първоначално звеното е съставено от само 8 души, командвани от Юлиус Шрек и Берхтолд. Тя е определена като Щабсвахе (гвардия). По-късно през тази година, единицата е преименувана на Щоструп-Хитлер (шокови войски).
На 9 ноември 1923 г. Щоструп, заедно със СА и няколко други паравоенни звена, участват в Бирения пуч. Планът е да се поеме контрола над Мюнхен и да се поведе поход към Берлин. Превратът не успява и довежда до смъртта на 16 нацистки поддръжници и 4 полицаи. Вследствие на пуча, Хитлер и други нацистки лидери са лишени от свобода в затвора Ландсберг. Нацистката партия и всички свързани с нея формации, включително Щоструп и Щурмабтайлунг са официално разпуснати. След това, Берхтолд напуска Германия и бяга в Тирол, Австрия. Берхтолд е задочно осъден в Мюнхен през 1924 г. за ролята си в Бирения пуч и е осъден на затвор. През времето си в Австрия, Берхтолд продължава да се занимава с дейности на нацистката партия, въпреки че е незаконна.
Когато Хитлер е освободен от затвора на 20 декември 1924 г., Берхтолд е областният директор на нацистката партия в Каринтия, Австрия и е лидер на СА там. След възстановяването на нацистката партия на 20 февруари 1925 г., отново се присъединява към партията, документиран като член #964. През март 1926 г. Берхтолд се завръща в Мюнхен от Австрия. Той става шеф на СА в Мюнхен.

## СС
На 15 април 1926 г. Берхтолд става наследник на Юлиус Шрек като началник на Шуцщафел (СС), специален елитен клон на партията под контрола на СА. Берхтолд променя длъжността си, която става известна като Райхсфюрер-СС. Той издава нови правила, за да установи позицията на СС. Правилата посочват, че звеното е „...нито военна организация, нито група службогонци, а малка група от хора, на която може да разчита нашето движение и нашият фюрер“. Той подчертава още, че мъжете трябва да следват „само партийната дисциплина“. Той е смятан за по-динамичен от предшественика си, но все още не е в състояние да задържи организаторите на партията. Той е разочарован в усилията си да има по-независима единица и се разочарова от властта на СА над СС. На 1 март 1927 г. той връчва ръководството на СС на своя заместник Ерхард Хайден.

## След СС
През 1927 г. той става водещ писател на вестника на НСДАП Völkischer Beobachter. От 1928 до 1945 г. Берхтолд е лидер на персонала на върховното ръководство на СА. През 1934 г. става постоянен заместник главен редактор на вестник Völkischer Beobachter. През следващите години работи главно като журналист и пропагандатор. През 1928 г. Берхтолд основава вестник SA-Mann. До януари 1938 г. е основният автор на вестника. Берхтолд е автор на различни нацистки публикации.
От март 1934 г. до края на войната Берхтолд е общински съветник в Мюнхен. На 15 ноември 1935 г. е назначен за сенатор на културата в Райха. Освен това той принадлежи към „Културния кръг на СА“ от 6 март 1936 г. Той е и член на Райхстага от 29 март 1936 г. От 29 април 1940 г. временно служи като капитан резервист на Вермахта.

## След войната
След като Втората световна война в Европа завършва в началото на май 1945 г., Берхтолд е временно задържан под стража от Съюзниците. Той е освободен и по-късно почива на 23 август 1962 г.

## Звания в СА
| Рангове на Берхтолд в СА | Рангове на Берхтолд в СА |
| Дата                     | Ранг                     |
| ------------------------ | ------------------------ |
| 18 декември 1931 г.      | СА-Щандартенфюрер        |
| 1 януари 1933 г.         | СА-Оберфюрер             |
| 9 ноември 1934 г.        | СА-Бригадефюрер          |
| 1 май 1937 г.            | СА-Групенфюрер           |
| 30 януари 1942 г.        | СА-Обергрупенфюрер       |